# Gornostajewka (rejon lgowski)
Gornostajewka (ros. Горностаевка) – wieś (ros. деревня, trb. dieriewnia) w zachodniej Rosji, w sielsowiecie gustomojskim rejonu lgowskiego w obwodzie kurskim.

## Geografia
Miejscowość położona jest nad rzeką Gustomoj w dorzeczu Sejmu, 3,5 km od centrum administracyjnego sielsowietu (Gustomoj), 16 km na zachód od centrum administracyjnego rejonu (Lgow), 82 km na południowy zachód od Kurska, 4 km od drogi regionalnego znaczenia 38K-017 (Kursk – Lgow – Rylsk – granica z Ukrainą) – część trasy europejskiej E38.
We wsi znajdują się 3 posesje.
Klimat
Miejscowość, jak i cały rejon, znajduje się w strefie klimatu kontynentalnego z łagodnym ciepłym latem i równomiernie rozłożonymi opadami rocznymi (Dfb w klasyfikacji klimatów Köppena).

## Demografia
W 2010 r. wieś zamieszkiwało 13 osób.